# Oliver Laven
Oliver Laven (* 1968 in Aachen) ist ein ehemaliger deutscher Moderator.

## Leben und Wirken
Laven war geschäftsführender Gesellschafter von 100’5 Das Hitradio sowie diversen weiteren Radio- und TV Sendern der Region Euregio Aachen. Darüber hinaus war er Geschäftsführer der gesamten Unternehmensgruppe regioMEDIEN AG in Belgien.
Oliver Laven wohnt und arbeitet in Aachen und hält diverse Anteile insbesondere über die Euregio Networks Beteiligungsgesellschaft.
Nach verschiedenen Stationen als Programmdirektor sowie der Moderation der „Oliver Laven Show“ im Zeitraum von 1998 bis 2007 stellte sich Oliver Laven fortwährend auf die neuen Entwicklungen der Medienkonzentration innerhalb der Region NRW ein und übernahm auch die Führung des Radiosender Antenne AC. Er erhielt in diesem Zusammenhang auch einen Einfluss auf Radio NRW. 2010 erfolgte darüber hinaus die Geschäftsführung des Senders Center TV Aachen. Zum 1. April 2014 wurde der Sendebetrieb jedoch eingestellt.
Einem breiten Publikum wurde er jedoch insbesondere durch die Moderation diverser Morning-Shows sowie einiger größerer Live-Veranstaltungen vor Ort bekannt. Oliver Laven ist privat mit Dieter Tappert befreundet der unter dem Künstlernamen Paul Panzer bekannt wurde. In den Jahren 1998–2005 machte Laven Panzer über sein weiträumiges Radio- und TV Netzwerk bekannt und verhalf ihm durch ein großes Publikum zu Popularität und großer Bekanntheit.
Laven war von 2012 bis 2014 Schatzmeister von Alemannia Aachen und ist seit 2014 Beisitzer im Vorstand von Alemannia Aachen sowie Aufsichtsratsmitglied der Alemannia Aachen GmbH.
Im Mai 2020 gab Laven nach 15 Jahren die Geschäftsführung der regioMEDIEN AG auf und verließ nach über 20 Jahren 100’5 Das Hitradio.